# Oscar Verbeeck
Oscar André Verbeeck, född 6 juni 1891 i Saint-Josse-ten-Noode, död 13 augusti 1971, var en belgisk fotbollsspelare.
Verbeeck blev olympisk guldmedaljör i fotboll vid sommarspelen 1920 i Antwerpen.